# Ostatni sakrament
Ostatni sakrament (ang. The Sacrament) – amerykański film fabularny z 2013 roku w reżyserii Ti Westa. Obraz, stanowiąc połączenie horroru i thrillera, przynależy do nurtu filmowego o nazwie „found footage”. Zdjęcia kręcono w Savannah w stanie Georgia.
Fabuła filmu odwołuje się do tragicznych wydarzeń z listopada 1978 roku, kiedy mieszkańcy gujańskiej osady Jonestown, pod naciskiem kaznodziei Jima Jonesa, popełnili masowe samobójstwo. 
Światowa premiera filmu miała miejsce we wrześniu 2013 podczas 70. MFF w Wenecji.

## Obsada
- AJ Bowen – Sam
- Joe Swanberg – Jake
- Gene Jones – Ojciec
- Kentucker Audley – Patrick
- Amy Seimetz – Caroline
- Kate Lyn Sheil – Sarah
- Donna Biscoe – Wendy
- Kate Forbes – Mindy

## Nagrody i wyróżnienia
- 2014, Gérardmer Film Festival:
  - nagroda Syfy Jury Prize dla Ti Westa[3]
- 2014, Fright Meter Awards:
  - nominacja do nagrody Fright Meter w kategorii najlepsza aktorka drugoplanowa (wyróżniona: Amy Seimetz)[4]
  - nominacja do nagrody Fright Meter w kategorii najlepszy aktor drugoplanowy (Gene Jones)[4]
  - nominacja do nagrody Fright Meter w kategorii najlepsze zdjęcia[4]
  - nominacja do nagrody Fright Meter w kategorii najlepszy montaż[4]
- 2015, Fangoria Chainsaw Awards:
  - nominacja do nagrody Chainsaw w kategorii najlepszy aktor drugoplanowy (Gene Jones)[5]
  - nominacja do nagrody Chainsaw w kategorii najlepszy film wąsko dystrybuowany[5]